# Tipula matsumuriana
Tipula matsumuriana är en tvåvingeart. Tipula matsumuriana ingår i släktet Tipula och familjen storharkrankar. Enligt den finländska rödlistan är arten sårbar i Finland. Artens livsmiljö är lundskogar.

## Underarter
Arten delas in i följande underarter:
- T. m. matsumuriana
- T. m. pseudohortensis